# Castèth-Leon
Le château de Castèth-Leon, actuellement totalement en ruines, était situé dans les hauteurs du village d'Es Bòrdes, dans le Val d'Aran, en Espagne. Il fut une des principales places-fortes contrôlant l'accès de la vallée depuis la France. 

## Étymologie
Le nom du château serait lié à un des canons d'acier ornés d'une gueule de lion qui constituait une de ses principales armes.

## Histoire
Le château a été créé en 1283 par le Sénéchal Eustache de Beaumarché. Jean II le fortifia en 1318 et 1320. Ainsi que Pierre III de Catalogne en 1362. Une visite d'inspection de Joan Salba de 1555 donne la première description précise de ce lieu. La seconde viendra de Saportella en 1584. Le capitaine Miguel Ferrer et son lieutenant Aleman de Trago mèneront à bien les réformes prescrites. 
En 1641, Fancisco Sempere, gouverneur de la vallée et du château y est assiégé, il finit par se rendre et est remplacé par Jacinto Toralla. Les troupes felipistes prennent le château en 1643 en venant par le Port de la Bonaigua. Josep de Maragarit et Biure est finalement forcé de se rendre mais avec les honneurs et est escorté jusqu'aux limites de la vallée. Il emportera avec lui le fameux canon à tête de lion. En 1647, François de Saint Paul de Nestier est nommé gouverneur par le Roi de France. Rafael Subira profite d'une occasion pour s'emparer par surprise du château et du même coup du pouvoir.
En 1719, les troupes du Maréchal Berwick reprennent le château pour le compte des Français qui finalement le détruiront de fond en combles.

## Architecture
Le château a été plusieurs fois remanié. Des fouilles archéologiques sont actuellement menées sur le site.